# Puerta del Ángel (Zaragoza)

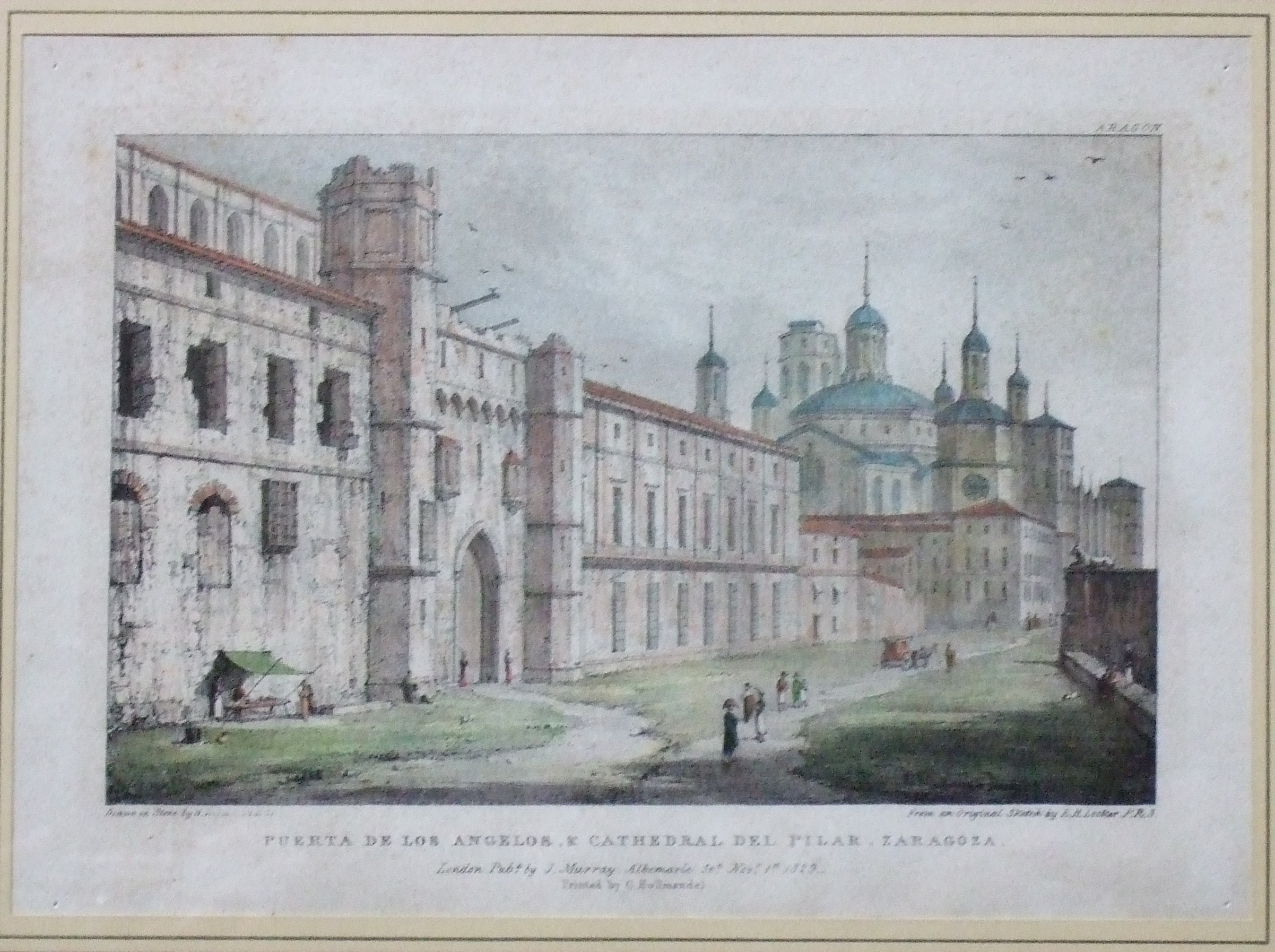
La Puerta del Ángel, en un grabado de 1824.

La Puerta del Ángel era una de las doce puertas que tenía la ciudad de Zaragoza. Se ubicaba junto al Puente de Piedra y de la Lonja de Zaragoza.
A lo largo de su historia, que transcurre desde la dominación romana, tuvo varios nombres como Puerta del Puente, Puerta de Alcántara y Puerta del Ángel. Fue destruida durante los Sitios de Zaragoza y derruida definitivamente en 1867.
El ángel que le dio el nombre a este edificio fue construido por Gil Morlanes el Viejo y se colocó en la puerta en 1493. El Museo de Zaragoza lo resguarda en la actualidad.